# Velimirovac
Velimirovac – wieś w Chorwacji, w żupanii osijecko-barańskiej, w mieście Našice. W 2011 roku liczyła 1129 mieszkańców.